# 大東興業
大東興業株式会社（だいとうこうぎょう）は、かつて存在した日本の映画製作会社である。通称大東映画（だいとうえいが）、略称大東（だいとう）。滋賀県草津市に草津映画劇場・草津第二映画劇場（のちの草津シネマハウス）を経営していた角正太郎が、伊藤武郎の独立映画の傍系会社として、1958年（昭和33年）11月、東京都中央区に設立した。『キクとイサム』、『武器なき斗い』の2作を製作したことで知られる。

1971年（昭和46年） - 1975年（昭和50年）の時期に成人映画を製作した「大東映画株式会社」については、

## 沿革
- 1958年11月2日 - 設立登記[1]
- 1959年3月29日 - 『キクとイサム』公開[3][4][5][6][7][9]
- 1960年11月8日 - 『武器なき斗い』公開[3][5][6][8][9]

## 概要
1958年（昭和33年）11月2日、東京都中央区銀座2丁目5番地に大東興業株式会社として設立、登記された。同所在地は、独立映画（代表厚見進、北星映画の後身）の当時の所在地と同一である。独立映画は、1954年（昭和29年）7月10日、北星映画から資産・人員・配給業務を継承し、伊藤武郎が代表となって発足した配給会社であり、製作会社の中央映画の作品を中心に配給していたが、同年の日活による自主製作再開により、独立系のスタッフが吸収され、中央映画も解散、配給すべき映画が製作されなくなっていた。やがて独立映画では、常務取締役であった厚見進が代表取締役に就任、伊藤は取締役に降格、独立映画の取締役であった角正太郎が設立したのが大東興業である。角正太郎が同年当時、滋賀県草津市および同県野洲郡守山町（現在の同県守山市）に経営していた映画館は、草津映画劇場（草津市本町2丁目、かつての大正座）、草津第二映画劇場（草津市大路井町、のちの草津シネマハウス）、守山映画劇場（守山町大字吉身）の3館で、ほかにも三重県上野市（現在の同県伊賀市上野地区）には上野映画劇場（丸の内23番地）を経営していた。
同社設立時、独立映画の取締役には、厚見社長と伊藤取締役のほか、絲屋寿雄（近代映画協会社長）、山田典吾（現代ぷろだくしょん社長）、宇野重吉（劇団民藝）、江口又吉（脚本家・元東宝撮影所）、中島宗一、福武一二（福武観光社長）、角正太郎、藤本徳次（長野・松本中央劇場社長）、手塚栄一（東京・手塚興業社長）、浅野龍磨（元キヌタプロダクション社長）、杉本義夫、石原謙、監査役には金井喜一郎（東京録音現像社長）および辻誠がおり、同社の取締役は石原謙、杉本義夫、今井正（映画監督・元東宝撮影所）、山本薩夫（映画監督・元東宝撮影所）、家城巳代治（映画監督・元松竹大船撮影所）、監査役に辻誠、と経営者が重なっていた。同2社と同じ所在地には、独立映画の取締役だった山口親照が代表取締役を務める独立映画配給（1954年7月設立）という会社もあった。
しかし、独立映画は、大東興業設立の1か月後である同年12月末をもって、日本の独立系映画の配給業務を停止してしまい、洋画配給の会社に業務を転換した。そのため伊藤武郎、厚見進、山口親照、福武一二の各取締役は辞任、大東興業社長の角正太郎が独立映画の会長に就任している。同社設立第1作の『キクとイサム』は、製作・配給体制の激動のなかで、同社取締役の今井正を監督に製作され、配給権は松竹に譲渡されており、翌1959年（昭和34年）3月29日に松竹の受託配給により公開された。同作の製作において、大東興業は2,300万円の赤字を計上したのに対して、配給した松竹は1億2,000万円の黒字を計上したという。同年8月1日、事実上機能が停止していた独立映画に替わる新たな洋画配給会社として、角正太郎を社長に大洋映画を設立した。大洋映画は、同年12月1日に『決戦珊瑚礁』（監督ポール・ウェンドコス）を配給・公開したことが記録に残っている。
北星映画に端を発し、独立映画を経た大洋映画は、1960年（昭和35年）3月、北欧映画とともにヘラルド映画（のちの角川ヘラルド・ピクチャーズ、現在のKADOKAWA角川書店ブランドカンパニー）に合併した。つづいて大東興業は、第2作として、同社取締役の山本薩夫を監督に『武器なき斗い』を製作した。同作は、山本宣治を題材にした映画であり、関西の労働者（大阪総評）から出資を集めて製作したものであり、同社が自主配給を行い、同年11月8日に公開された。同作についても、同社は赤字に終わった。同社の取締役には、角正太郎の長男・角舎利が在任していたが、同年、専務取締役営業部長に就任して同社の経営を行うとともに、角正太郎は、伊賀上野の上野映画劇場の経営に専念した。

## 企業データ
- 社名 : 大東興業株式会社
- 所在地 : 東京都中央区銀座2丁目5番地 銀座館ビル
  - 現在の東京都中央区銀座2丁目9番4号[23]

北緯35度40分20秒 東経139度46分4秒 / 北緯35.67222度 東経139.76778度
- 代表取締役社長 : 角正太郎[1]
- 役員 : 
  - 取締役 : 石原謙、杉本義夫、今井正、山本薩夫、家城巳代治
  - 監査役 : 辻誠
- 資本金 : 1,000万円[1]
- 設立 : 1958年11月2日[1]

## フィルモグラフィ
東京国立近代美術館フィルムセンター（NFC）等の所蔵状況についても記す。
- 『キクとイサム』 : 監督今井正、配給松竹、1959年3月29日公開 - 製作、117分の上映用プリントをNFCが所蔵[7]
- 『武器なき斗い』 : 監督山本薩夫、1960年11月8日公開 - 製作・配給、136分の上映用プリントをNFCが所蔵[8]